# Lísky (Koberovice)
Lísky (německy Liskei) je malá vesnice, část obce Koberovice v okrese Pelhřimov. Nachází se asi 1,5 km na jih od Koberovic. V roce 2009 zde bylo evidováno 15 adres. Žije zde 26 obyvatel.
Lísky leží v katastrálním území Lísky u Holušic o rozloze 1,71 km2.